# Seifner Mühle
Die Seifner Mühle (tschechisch Sejfský mlýn) war eine Wassermühle und Einschicht in Ryžovna, früher Sejfy (deutsch Seifen), einem Ortsteil der Stadt Boží Dar (Gottesgab) in Tschechien.

## Geographische Lage
Die Mühle lag einzeln am Oberlauf des Schwarzwassers unmittelbar hinter der Gemeindegrenze zwischen dem Breitenbacher Ortsteil Zwittermühl und der Gemeinde Seifen direkt am Wald an der Straße von Johanngeorgenstadt nach Gottesgab. Ein Stück oberhalb stand das Haus mit der Seifener Ortslisten-Nr. 37. Heute künden vom früheren Standort nur noch wenige Reste, insbesondere des Mühlgrabens, der vom Schwarzwasser abgezweigt wurde.
Etwas oberhalb der Seifner Mühle lag nördlich des Mühlgrabens das Bergwerk Glück mit Freuden, das noch bis zum Beginn des 20. Jahrhunderts betrieben worden ist.

## Geschichte
Über die Anfänge der Seifner Mühle ist kaum etwas bekannt. Etwa um 1860 kaufte der Müller und Bäcker Hermann Beer aus Schmiedeberg die Mühle und siedelte sich mit seiner Familie hier an. 1858 ist bereits Anton Beer als Müller und Bäckermeister in Seifen Nr. 35 nachweisbar.
Das Mühlengrundstück reichte damals bis hinunter nach Zwittermühl zu derjenigen Stelle, wo 1870 das Schulgebäude an der Straße errichtet wurde.
Da der Getreideanbau in dieser Höhenlage kaum eine reiche Ernte hergab, musste das meiste Getreide zum Mahlen aus Sankt Joachimsthal angeliefert werden, was recht kostspielig war. Dies rentierte sich auf Dauer im ausgehenden 19. Jahrhundert nicht, so dass der Mühlbetrieb um das Jahr 1895 eingestellt werden musste. In der Mühle wurde nunmehr nur noch Brot gebacken und verkauft. Aufgrund zunehmenden Alters verpachtete der Mühlenbesitzer zunächst die Bäckerei und verkaufte diese später an Anton Kraus und dessen Sohn Franz aus Zwittermühl. Diese betrieben Landwirtschaft, stellten 1905 die Bäckerei ein und nutzten fortan das Mühlengebäude nur noch als Wohnhaus.
Nach der Vertreibung der meisten deutschen Bewohner aus den Grenzgebieten der Tschechoslowakei nach 1945 stand das Gebäude der Seifner Mühle längere Zeit leer, verfiel und wurde 1960 abgerissen.